# Hadena lefebvrei
Hadena lefebvrei är en fjärilsart som beskrevs av Bugn. 1837. Hadena lefebvrei ingår i släktet Hadena och familjen nattflyn. Inga underarter finns listade i Catalogue of Life.